# Morro de São Paulo

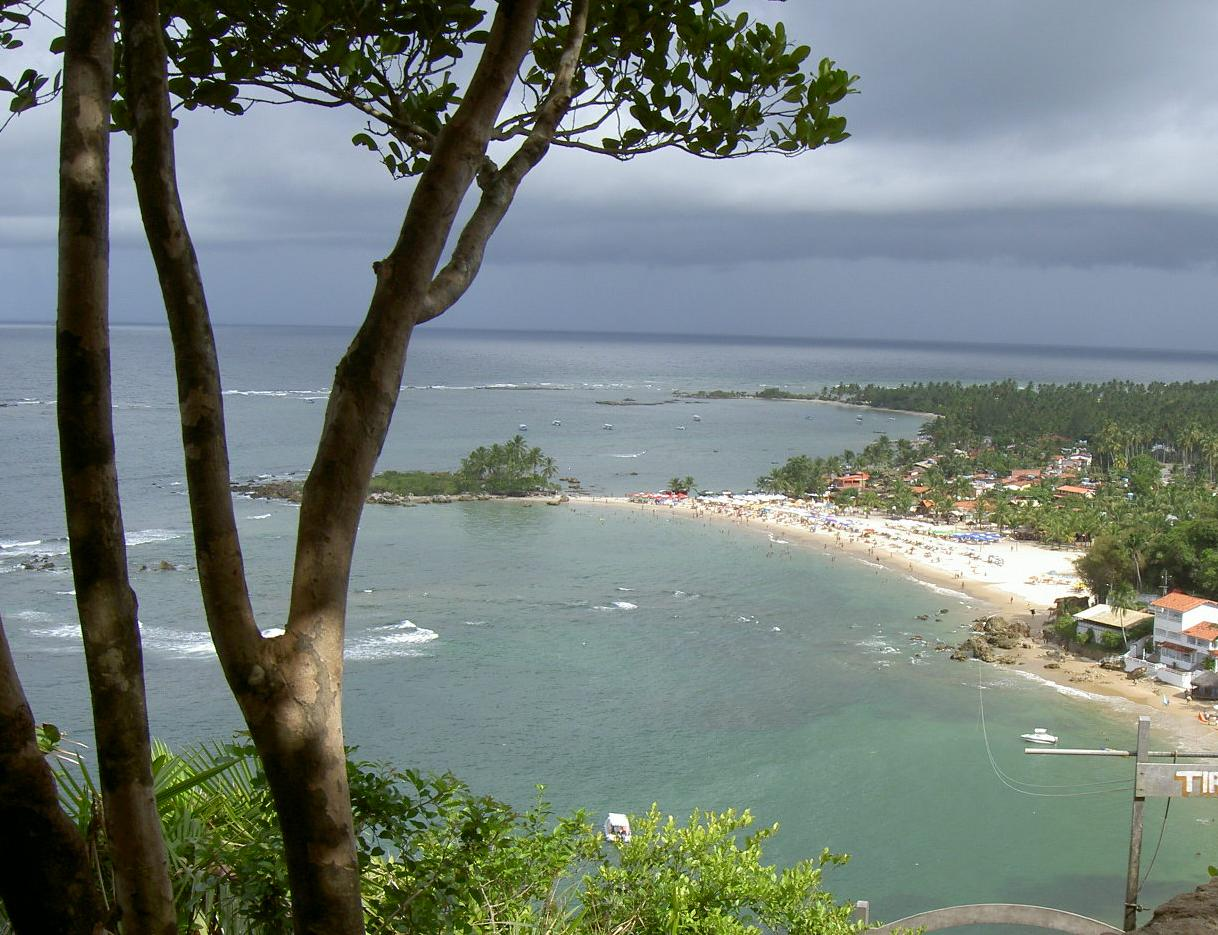
Blick auf die Strände von Morro de São Paulo.

Der Ort und Distrikt Morro de São Paulo befindet sich auf der Insel Ilha de Tinharé, im Municipio von Cairu, im Bundesstaat Bahia in Brasilien.
Die Region ist auch bekannt unter dem Namen Costa do Dendê, weil hier aus Ölpalmen das Palmöl (Azeite de Dendê) gewonnen wird. Heute gilt der Ort als Geheimtipp für den brasilianischen Tourismus, da die Strände der Insel als sehr schön gelten. Morro de São Paulo verfügt über eine eigene touristische Infrastruktur mit vielen Pensionen und Restaurants. Die Insel ist per Fähre erreichbar. Auf der gesamten Insel ist – vergleichbar mit Helgoland – jede Art von Kraftfahrzeugverkehr nicht gestattet.

## Geschichte
Der Ort ist stark mit der brasilianischen Entdeckungsgeschichte verbunden, weil er bereits im Jahre 1531 durch den portugiesischen Eroberer Martim Afonso de Sousa besiedelt wurde. Der Ort war Schauplatz von vielen Angriffen der Franzosen und Holländer, die versuchten, den Portugiesen Teile der Kolonie Brasilien wieder abzunehmen. Außerdem war der Ort auch ein Versteck von Piraten während der gesamten Kolonialzeit.
Im Jahre 1728 wurde ein Fort, das Fortaleza do Morro de São Paulo, erbaut, welches der Verteidigung der Insel und seines Hinterlandes dienen sollte.
Im Jahre 1845 wurde die Kirche und das Kloster Convento Santo Antônio und später der weithin sichtbare Leuchtturm fertiggestellt. Die historischen Bauwerke des Morro de São Paulo stehen heute unter Denkmalschutz.